# Christian Laval
Christian Laval   (9 d'agost de 1953) és un investigador francès de la història de la filosofia i de la sociologia a la Universitat de París-Nanterre. Els seus treballs se centren en tres grans temes: la història de l'utilitarisme, la història de la sociologia clàssica i l'evolució dels sistemes d'ensenyament.

## Trajectòria
Christian Laval és doctor en sociologia i membre del GÉODE (Groupe d'étude et d'observation de la démocratie) i del Centre Bentham. També és investigador de l'Institut de recherches de la Fédération syndicale unitaire (FSU) i membre del consell científic d'Attac.
Especialista en la filosofia utilitarista de Jeremy Bentham, ha traduït i presentat (amb Jean-Pierre Cléro) l'obra De l'ontologie et autres textes sur les fictions (1997). També va redactar les notes i l'epíleg d'El panòptic i d'Écrits sur l'homosexualité. Participa en la Revue du MAUSS amb articles relacionats amb temes sociològics.

## Pensament
El seu llibre L'Ambition sociologique és una introducció als grans autors de la sociologia clàssica. A L'Homme économique, Christian Laval intenta mostrar al mateix temps la lògica de la ideologia neoliberal i «ressituar-la en la llarga etapa de l'evolució de les mentalitats». Aquesta ideologia, que «s'afirma avui en la seva pretensió de ser l'única veritat social, en erigir-se com a única realitat possible», està en l'origen d'un fenomen singular: la mutació de l'individu en «ésser neoliberal» i, per tant, «cada persona és pràcticament obligada a preservar, a partir de les seves limitades forces, la seva posició precària en un món en què qualsevol certesa, estabilitat o projectes vitals s'esvaeixen. Es tracta d'un home neoliberal fràgil, atomitzat i confós, també sovint insolidari i incapaç de compartir lluites i objectius amb aquells que viuen en la seva mateixa situació».
El setembre de 2011, Laval, juntament amb altres investigadors de Institut de recherches de la Fédération syndicale unitaire, publicà La nouvelle école capitaliste. En aquest llibre, els autors estudien les transformacions contemporànies del sistema educatiu, que vinculen amb l'aparició del neoliberalisme educatiu i amb l'aplicació a l'escola de la «New Public Management». Aquestes transformacions, que sorgeixen de la creixent competència dels centres escolars i de l'alumnat, tindrien com a conseqüència l'augment de les desigualtats socials a l'escola i la segregació social i ètnica entre centres educatius, així com reduir l'autonomia del professorat.

## Obra publicada
- Jeremy Bentham: Le Pouvoir des fictions, PUF, coll. « Philosophies », 1994.
- Jeremy Bentham, De l'ontologie et autres textes sur les fictions, Éditions du Seuil Points bilingue, 1997.
- L'Ambition sociologique (Saint-Simon, Comte, Tocqueville, Marx, Durkheim, Weber), La Découverte, coll. « Recherches », 2002.
- amb Jean-Pierre Cléro, Le Vocabulaire de Bentham, Ellipses, coll. « Vocabulaire de », 2002.
- Jeremy Bentham, les artifices du capitalisme, PUF, coll. « Philosophies », 2003.
- L'École n'est pas une entreprise: Le néo-libéralisme à l'assaut de l'enseignement public, La Découverte, 2004.
- amb Régine Tassi, L'Économie est l'affaire de tous: Quelle formation des citoyens?, Syllepse, 2004.
- amb Régine Tassi, Enseigner l'entreprise: Nouveau catéchisme et esprit scientifique, Syllepse, 2005.
- amb Pierre Dardot i El Mouhoub Mouhoud, Sauver Marx? Empire, multitude, travail immatériel, Éditions La Découverte, 2007.
- L'Homme économique: Essai sur les racines du néolibéralisme, Gallimard, coll. « Nrf essais », 200.
- amb Pierre Dardot, La nouvelle raison du monde, La Découverte, 2009.
- L'appel des appels, pour une insurrection des consciences, obra col·lectiva dirigida per Roland Gori, Barbara Cassin i Christian Laval, éd. Les mille et une nuits, Fayard, 2009.
- amb Isabelle Bruno i Pierre Clément, La grande mutation, Paris : Syllepse, 2010.
- La nouvelle école capitaliste (amb P. Clément, G. Dreux i F. Vergne), La Découverte, 2011.
- Marx,Prénom: Karl (amb Pierre Dardot), Gallimard essais, 2012.
- Marx au combat, éditions Le Bord de l'Eau, collection Troisième Culture, 2012.
- Commun, Essai sur la révolution au XXIe siècle (amb Pierre Dardot), La Découverte, 2014.[13]
- Ce cauchemar qui n'en finit pas, Comment le néolibéralisme défait la démocratie (amb Pierre Dardot), La Découverte, 2016.[14]
- Foucault, Bourdieu et la question néolibérale, La Découverte, 2018 (ISBN 9782707198693)
- Dominer. Enquête sur la souveraineté de l'État en Occident, avec Pierre Dardot, éditions La Découverte, 2020, 736 p. (ISBN 978-2348042140).